# Bitwa pod Vlaardingen
Bitwa pod Vlaardingen – starcie zbrojne, które miało miejsce dnia 29 lipca 1018 r. pomiędzy wojskami hrabiego Dirka III a armią cesarza Henryka II. Pole bitwy znajduje się na północ od miejscowości Vlaardingen (dzisiejsza Holandia) położonej na terenie Zouteveense Polder.
Dirk III wasal Henryka II po zbudowaniu twierdzy Vlaardingen nałożył bez pozwolenia cesarza, cła na towary kupców przejeżdżających przez pobliskie ziemie w kierunku Utrechtu - ważnego miasta handlowego nad Morzem Północnym.
Poszkodowani polityką hrabiego kupcy z Tiel poinformowali cesarza także o brutalnych atakach na nich ze strony żołnierzy hrabiego. Zaniepokojony cesarz zdecydował się zakończyć władzę Dirka i przekazać jego ziemie w ręce biskupa Utrechtu.
W kierunku Vlaardingen wyruszyły wojska cesarskie dowodzone przez księcia Dolnej Lotaryngii Gotfryda II, wspomagane przez posiłki biskupów z Utrechtu, Luttich i Metz. Niewielka liczebnie armia Dirka III przygotowała pułapkę w okolicy Vlaardingen. W wyniku bitwy wojska cesarskie rozbiły przeciwnika. W momencie gdy już świętowały zwycięstwo, nastąpił atak sprzymierzonych z Dirkiem Fryzyjczyków. Teren bitwy był bagnisty a pole walki rozciągało się na wąskim terenie. Miejscowi wykorzystali łodzie, którymi płynąc licznymi kanałami wzmacniali wojska Dirka.
Przegrana z początku bitwa stała się dzięki pomocy Fryzów zwycięstwem Dirka. Większa część armii cesarskiej została unicestwiona, pozostali przy życiu dowódcy zostali pojmani i straceni. Głównodowodzący wojskami cesarskimi Gotfryd uniknął śmierci i został puszczony wolno na wniosek Dirka. Po bitwie Dirk zachował twierdzę i nadal pobierał podatki od kupców. Jednak uwikłał się w konflikt z biskupami Utrechtu.